# Józef Bełch
Józef Bełch (ur. 4 lipca 1909 w Różance, zm. 10 września 1993 w Korczynie) – polski duchowny katolicki, autor dzieł i artykułów na tematy społeczne.
Uczestnik ruchu oporu AK, więzień polityczny, ofiara represji stalinowskich, budowniczy budynków sakralnych, malarz, prałat, dziekan. Opiekun AK i Akcji Katolickiej.
Pseudonimy: w piśmiennictwie: Józef Wieśniak, Józef Młodowiejski; w konspiracji: Róża, Szczerbiec, Lipiński, Borowicz, Barnaś, Zima.

## Życiorys
Urodzony w Różance k. Strzyżowa w wielodzietnej rodzinie chłopskiej, syn Izydora i Teresy Strzępek. Od 1910 mieszkał w Sobniowie obok Jasła, ponieważ jego rodzina przeniosła się do tej miejscowości. W jego rodzinie było 5 chłopców i 4 dziewcząt. Jedna z nich jako zakonnica przez dziesiątki lat była na misjach w Afryce. Tylko jeden z chłopców ożenił się, a pozostali obrali stan duchowny: Andrzej – michalita, Stanisław – ksiądz, Franciszek – dominikanin (o. Pius M. Bełch). Jan i Stanisław brali udział w wojnie w 1918 i w 1920.
Do szkoły podstawowej uczęszczał: w Sobniowie przez 2 lata (1916–1918) i w Jaśle 2 lata (1918–1920). Ukończył ośmioletnie Gimnazjum Ogólnokształcące w Jaśle (1920–1928). Jako student organizował we wsi drużynę ZHP, był drużynowym, prowadził wypożyczalnię książek, urządzał przedstawienia i akademie, sam reżyserował, malował kulisy i charakteryzował. Po maturze ochotniczo służył w Podchorążówce Piechoty (1928–1929). Wstąpił do Seminarium Duchownego w Przemyślu, gdzie studiował i odbywał formację kapłańską w latach 1929–1934.

## Działalność duszpasterska
Święcenia kapłańskie otrzymał 24 czerwca 1934. Był wikariuszem w Przybyszówce obok Rzeszowa (1934–1936), w Łańcucie (1936–1938). Tu rozpoczął działalność pisarską, którą prowadził przez całe życie.
Został administratorem parafii w Pikulicach obok Przemyśla (1938), wikariuszem Rozwadowie – Stalowej Woli (1938), Diecezjalnym Sekretarzem Katolickiego Stowarzyszenia Młodzieży Męskiej w Przemyślu (1939): jako taki wydawał Doniesienia. Po wybuchu wojny był administratorem parafii Stojańce obok Mościsk (1939–1944).
Wstąpił do Armii Krajowej, ps. Róża, w okręgu Mościska; Został kapelanem AK; Prowadził nasłuch radiowy (Londyn, Głos Ameryki); Wydawał Biuletyn Informacyjny (1942–1944). Po opuszczeniu (ze względów zdrowotnych) Stojaniec w Grodzisku na plebanii obok Strzyżowa nad Wisłokiem – wiosce rodzinnej matki (1944–1945) nadal kontynuował działalność wydawniczą.
W 1945 wstąpił do Stronnictwa Narodowego i został Szefem Propagandy na Okręg Rzeszowski jako Szczerbiec, Lipiński. Wydawał: „Jestem Polakiem”, „Naród w Walce” i inne gazetki podziemne.
29 grudnia 2011 roku został Honorowym Obywatelem miasta Sobótki.
Był administratorem parafii Tywonia obok Jarosławia (1945–1946) pod ps. Borowicz. Ścigany przez UB uciekł i tułał się. W Krakowie na UJ otrzymał stopień magistra za dzieło: Wici – Agraryzm – Siew (1946). W diecezji gorzowskiej pod ps. Barnaś Albin szukał możności wyjazdu za granicę. Przez jakiś czas był administratorem parafii Goraj (1946–1947). Korzystając z amnestii ujawnił się w Skwierzynie (14 kwietnia 1947). Ścigany wrócił diecezji przemyskiej. Był administratorem parafii Sokołów Młp (1948–1949).
Odznaczony Expositorio Canonicali. Znowu ścigany uciekał i ukrywał się. Aresztowany wraz z innymi kapłanami we Wrocławiu na Psim Polu, na plebanii (21 października 1950), przebywał w więzieniu wrocławskim i tam na śledztwie (1950–1952), a potem w Rzeszowie, gdzie został skazany na 7 lat więzienia w 1954 z zaliczeniem. Karę odbył na Zamku w Rzeszowie i w Rawiczu. Warunkowo został zwolniony w listopadzie 1954 na 1 rok. W 1956 darowano mu resztę kary. Po wyjściu z więzienia zaprzestał działalności politycznej. Przechodził tzw. chorobę powięzienną. Zamieszkał u swojej siostry w Sobniowie i u znajomych księży.
Ekskardynowany z diecezji przemyskiej 27 kwietnia 1955 przybył do archidiecezji wrocławskiej i tu został mianowany administratorem parafii Smogorzów Wielki. mimo utrudnień odbudował z ruin kościół i zbudował plebanię. Na 25-lecie kapłaństwa otrzymał prawo noszenia Rochettum et Mantolettum (1 lipca 1959). 18 sierpnia 1959 przeniesiony do archidiecezji wrocławskiej.
Papież Jan XXIII zaliczył go do swych Tajnych Szambelanów (24 grudnia 1962); to samo uczynił Paweł VI (14 maja 1964). Potem ks. Bełch był administratorem parafii Sobótka pod Wrocławiem (1965–1987), dziekanem od 15 lutego 1967 w nowo utworzonym dekanacie sobóckim. Remontował kościoły, budował w Strzegomianach kaplicę jako salę katechetyczną. Brał żywy udział w przekładzie Sumy św. Tomasza i w pracy nad żywotem św. Stanisława biskupa.
Za zgodą ks. bp Ignacego Tokarczuka, po opuszczeniu Sobótki, zamieszkał w Domu Księży Emerytów w Korczynie, koło Krosna (1987–1993). Mieszkał obok swego brata – Stanisława, pomagając mu w odprawianiu Mszy św. w Korczynie i w Krośnie.
Wydał kilka artykułów, napisał życiorys swego brata – Stanisława, dzieje przekładu Sumy Teologicznej, przełożył dramat o Bolesławie Śmiałym.
Zmarł w Korczynie 10 września 1993. Pochowany 12 września 1993 na cmentarzu nowo powstałej parafii w Jasło–Sobniów.
Pośmiertnie został rehabilitowany na procesie w Rzeszowie w 1994, w maju. 7 lutego 1996 złożono obok niego trumnę ze zwłokami jego brata – Stanisława, który spoczywał na cmentarzu komunalnym w Jaśle.

## Namalował obrazy
- Liwocz w chmurach,
- Maki w wazonie,
- Kwiaty w doniczce,
- Przemienienie Pańskie,
- Portrety (1954–1955),
- Serca P. Jezusa,
- św. Michał.

Ostatnie dwa są w wielkim ołtarzu w kościele parafialnym w Smogorzowie.